# オルバ
オルバ（英語: Orba、別名：X-2）とは、1970年に打ち上げられたイギリスの人工衛星である。イギリス初の人工衛星となることを目指したが、ロケットの異常のため軌道に達しなかった。
オルバは1970年9月2日の00:34 GMTに、ウーメラ試験場5B射場からブラック・アローに載せて打ち上げられた。しかしロケットの第2段が予定より13秒早く停止し、軌道に達しなかった。オルバは予算の制約のためスペア部品で作られ、軌道減衰を観測することで上層大気密度を測定する計画だった。